# 菅生浩
菅生 浩（すごう ひろし、1938年6月1日- ）は、日本の児童文学作家。

## 来歴・人物
福島県郡山市出身。福島県立安積高等学校卒業。その後、上京して砂田弘と出会い、創作活動に専念。
1975年『巣立つ日まで』で日本児童文学者協会新人賞受賞、翌年NHK少年ドラマの原作となる。1983年『子守学校の女先生』を含む三部作で山本有三記念路傍の石文学賞受賞。
八王子市、大宮市に住んだ後、現在は郷里の郡山市在住。

## 著書
- 『巣立つ日まで』（ポプラ社） 1974、のち文庫
- 『あかい巣ばこ』（ポプラ社） 1975
- 『赤い落下傘』（PHP研究所） 1977
- 『ボーイフレンドは転校生』（ポプラ社） 1979、のち文庫
- 『子守学校』（ポプラ社） 1980
- 『子守学校の女先生』（ポプラ社） 1981
- 『さいなら子守学校』（ポプラ社） 1982
- 『おれたちの転校生』（文研出版） 1985
- 『さらば寝小便』（ポプラ社） 1986
- 『内気な少女の恋物語』（ポプラ社） 1988
- 『ひみつのボーイフレンド』（ポプラ社文庫） 1989
- 『ボーイフレンドはあなただけ』（ポプラ社文庫） 1990